# Audace Torino
Audace Torino – włoski klub piłkarski z siedzibą w Turynie.

## Historia
SC Audace Torino został założony w 1902 roku w Turynie. Barwy drużyny to białe i czarne. Na początku, koszulki były w czarno-białe pasy, a następnie całe białe z czarnym napisem Audace. Nazwa „Audace” jest tłumaczona jako „śmiali” lub „odważni”. W sezonie 1902 Audace Torino po raz pierwszy uczestniczył w mistrzostwach Włoch. W pierwszej rundzie zajął ostatnie czwarte miejsce w grupie Piemontu. Rok później, również nie udało się w pierwszej rundzie. Tym razem przegrał z Juventusem 1-2 w eliminacjach regionalnych. 1904 klub zgłosił się do rozgrywek, ale wkrótce zrezygnował z udziału i został rozwiązany.

## Sukcesy

### Trofea międzynarodowe
Nie uczestniczył w rozgrywkach europejskich (stan na 31-05-2013).

### Trofea krajowe
| \| \| Zdobyte trofea w rozgrywkach Włoch (stan na: 1-01-2014) \| |                                                         |      |                      |
| Rozgrywki                                                        | Osiągnięcie                                             | Razy | Sezon(y)             |
| · Mistrzostwo                                                    | I miejsce                                               | 0    |                      |
| · Mistrzostwo                                                    | II miejsce                                              | 0    |                      |
| · Mistrzostwo                                                    | III miejsce                                             | 0    |                      |
| · Mistrzostwo                                                    | 4. miejsce                                              | 1    | 1902 (grupa Piemont) |
| · Puchar                                                         | zdobywca                                                | 0    |                      |
| · Puchar                                                         | finalista                                               | 0    |                      |
| II liga                                                          | I miejsce                                               | 0    |                      |
| II liga                                                          | II miejsce                                              | 0    |                      |
| II liga                                                          | III miejsce                                             | 0    |                      |
| Włochy                                                           | Zdobyte trofea w rozgrywkach Włoch (stan na: 1-01-2014) |      |                      |